# Trần Anh Tông
Trần Anh Tông (Hán tự: 陳英宗, 17. september 1276 – 12. december 1320), osebno ime Trần Thuyên (陳烇), vljudnostno ime Nhật Sủy (日煃) ali Nhật Sáng  (日㷃/日𤊞), je bil četrti cesar iz dinastije Trần, ki je vladal Đại Việtu od leta 1293 do 1314. Potem ko je prestol prepustil sinu Trần Minh Tôngu, je imel Anh Tông šest let naziv upokojeni cesar. Kot prvi trầnski cesar, ki je vladal v popolnem miru glede zunanjih zadev, je bil Anh Tông znan po uspešnem vladanju Đại Việta, ki je državi prineslo dolgo obdobje miru in blaginje. Imel je tudi več vojaških zmag nad kraljevinama Champa in Laos.

## Zgodnja leta
Anh Tông se je rodil leta 1276 kot Trần Thuyên, prvi sin takratnega cesarja Trần Nhân Tônga in cesarice Khâm Từ Bảo Thánh. Leta 1292 ga je Nhân Tông postavil za prestolonaslednika in končno mu je leta 1293 odstopil prestol, medtem ko je njegov oče še 16 let vladal kot upokojeni cesar (Thái thượng hoàng).
Glede na uradno naročene zgodovinske knjige je mladi cesar Anh Tông, čeprav je bil inteligenten vladar in predan sin, pogosto pil alkohol in pobegnil iz kraljeve citadele, da bi se ponoči potepal po Thăng Longu. Enkrat je bil cesar tako pijan, da je pozabil pozdraviti upokojenega cesarja, ki se je vračal iz Thiên Trườnga na obisk. Ko je bil seznanjen s situacijo, je Nhân Tông nemudoma besen odšel iz Thăng Longa in Anh Tông je moral napisati peticijo za upokojenega cesarja s pomočjo mladega učenjaka po imenu Đoàn Nhữ Hài. Po tem dogodku je Anh Tông imenoval Đoàna za dvornega svetovalca in se izogibal pitju.

## Kot cesar
Anh Tông je bil prvi trầnski cesar, ki je vladal, ne da bi se moral soočiti z napadi Mongolskega cesarstva. Kljub smrti dveh najpomembnejših generalov zgodnje dinastije Trần, Trần Quang Khảija leta 1294 in Trần Quốc Tuấna leta 1300, je cesarju še vedno služilo veliko učinkovitih mandarinov, kot so Trần Nhật Duật, Đoàn Nhữ Hài, Phƺãm Ngũ Trơong, Hán Siêu, Mạc Đĩnh Chi in Nguyễn Trung Ngạn. Anh Tông je bil zelo strog pri zatiranju iger na srečo in korupcije, vendar je tudi velikodušno nagradil tiste, ki so mu dobro služili. Pod vladavino sposobnega cesarja in sposobne dvorne uprave je bil Đại Việt priča dolgemu obdobju miru in blaginje.
Zunanja politika med vladavino Anh Tônga je nadaljevala pomiritev napetosti z dinastijo Juan, medtem ko je omejevala drugi dve sosedi Đại Việta, kraljestvi Champa in Laos. Cesarjev odposlanec pri dinastiji Juan je bil tako uspešen, da so voditelja Mạc Đĩnh Chija poimenovali »vzornik dveh držav«, ker je bil prvi kot Trạng nguyên (Zhuangyuan, 狀元) na cesarskem izpitu Đại Việta in je bil pohvaljen na dvoru dinastije Juan za njegovo zgovornost. Po neuspešnih invazijah Mongolskega cesarstva je jugozahodno mejo Đại Việta večkrat napadel Laos, dokler Anh Tông ni imenoval Phạm Ngũ Lãoja za nadzor nad pacifikacijo obmejnih regij.
Leta 1306 je kralj Champa Chế Mân Vietnamu ponudil dve prefekturi Cham Ô in Lý v zameno za poroko z vietnamsko princeso Huyền Trân. Anh Tông je sprejel to ponudbo, nato pa je vzel in preimenoval prefekturo Ô in prefekturo Lý v prefekturo Thuận in prefekturo Hóa, ki ju pogosto na kratko imenujejo regija Thuận Hóa. Le eno leto po poroki je Chế Mân umrl in v skladu s kraljevo tradicijo Champa naj bi Huyền Trân kremirali skupaj z možem. Soočen s tem nujnim stanjem je Anh Tông poslal svojega mandarina Trần Khắc Chunga v Champo, da bi Huyền Trân rešil pred neizbežno smrtjo. Končno se je Huyền Trân lahko vrnila v Đại Việt, vendar se Chế Chí, naslednik Chế Mâna, ni več želel držati mirovne pogodbe z Đại Việtom. Po tem dogodku je sam Anh Tông skupaj z generaloma Trần Quốc Chân in Trần Khánh Dư leta 1312 poveljeval trem skupinam vojaških enot Đại Việta za napad na Champa. Chế Chí je bil v tej invaziji poražen in ujet, Anh Tông pa je namestil ročno izbranega naslednika, Che Manovega brata Che Da-a-ba-niema,:89, vendar so odnosi med Đại Việtom in Champo ostali še dolgo napeti.

## Kot upokojeni cesar
Po 21 letih vladanja je Anh Tông predal prestol prestolonasledniku Trần Mạnhu, ki je postal cesar Trần Minh Tông, Anh Tông pa je obdržal naziv Thái thượng hoàng še šest let, preden je leta 1320 umrl v starosti 54 let. Anh Tông je imel med svojo vladavino samo eno ime obdobja, in sicer Hưng Long (興隆, blaginja). Po cesarjevi smrti je dobil posmrtno ime Hiển văn duệ vũ khâm minh nhân hiếu hoàng đế (顯文睿武欽明仁孝皇帝).
Glede na zgodovinske knjige je bil Anh Tông hvaljen zaradi njegove pravične vladavine, ki je ustvarila mirno in uspešno obdobje v zgodovini Đại Việta. Bil je znan kot skromen vladar, ki je hitro popravljal svoje napake, vedno je bil previden in inteligenten pri presoji, edina večja kritika na njegov račun pa je bila gradnja stolpa in zbiranje menihov v gori Yên Tử. Po mnenju kraljevega zgodovinarja Ngô Sĩ Liêna je bil Anh Tông oče z občutkom odgovornosti za svojega sina, kar velja za pomemben dejavnik pri dobrem vladanju Minh Tônga v prihodnosti. Odločitev Anh Tônga in njegovega očeta Nhân Tônga, da poročita kraljevo princeso Huyền Trân s kraljem Champa v zameno za mir in zemljo, je včasih veljala za stigmo dinastije Trần.